# Драммен (Вісконсин)
Драммен (англ. Drammen) — місто (англ. town) в США, в окрузі О-Клер штату Вісконсин. Населення — 792 особи (2020).

## Демографія
Згідно з переписом 2010 року, у місті мешкали 783 особи в 318 домогосподарствах у складі 229 родин. Було 334 помешкання
Расовий склад населення:
| - 97,7 % — білих - 0,9 % — азіатів - 0,1 % — корінних американців - 0,1 % — чорних або афроамериканців |

До двох чи більше рас належало 0,9 %. Частка іспаномовних становила 1,3 % від усіх жителів.
За віковим діапазоном населення розподілялося таким чином: 21,3 % — особи молодші 18 років, 63,0 % — особи у віці 18—64 років, 15,7 % — особи у віці 65 років та старші. Медіана віку мешканця становила 45,8 року. На 100 осіб жіночої статі у місті припадало 102,3 чоловіків;  на 100 жінок у віці від 18 років та старших — 101,3 чоловіків також старших 18 років.
Середній дохід на одне домашнє господарство  становив 75 687 доларів США (медіана — 61 806), а середній дохід на одну сім'ю — 84 697 доларів (медіана — 71 625). Медіана доходів становила 49 875 доларів для чоловіків та 41 250 доларів для жінок. За межею бідності перебувало 7,9 % осіб, у тому числі 21,4 % дітей у віці до 18 років та 1,4 % осіб у віці 65 років та старших.
Цивільне працевлаштоване населення становило 401 особа. Основні галузі зайнятості: освіта, охорона здоров'я та соціальна допомога — 22,4 %, роздрібна торгівля — 14,0 %, виробництво — 11,2 %, транспорт — 9,5 %.